# 5772 Johnlambert
5772 Johnlambert (1988 LB) là một tiểu hành tinh vành đai chính được phát hiện ngày 15 tháng 6 năm 1988 bởi E. F. Helin ở Palomar.